# La Tournée des popotes
Ne doit pas être confondu avec Tournée des popotes.
La Tournée des popotes est une émission de télévision culinaire française diffusée depuis le 31 juillet 2014 sur France 5 et présentée par Grégory Cuilleron.

## Principe de l'émission
Dans chaque émission, Grégory Cuilleron découvre plusieurs recettes et produits typiques du pays qu'il visite en compagnie d'un chef cuisinier local.
Ensuite, c'est à lui de faire découvrir trois recettes traditionnelles françaises à plusieurs habitants du pays.
En fin d'émission, les deux chefs se lancent dans un "défi fusion", dont l'objectif est de mélanger deux recettes vues précédemment, l'une française, l'autre étrangère, afin de créer un nouveau plat.

## Saison 1 (2014)
| Épisode | Pays       | Première diffusion | Téléspectateurs          | Part d'audience |
| ------- | ---------- | ------------------ | ------------------------ | --------------- |
| 1       | Mexique    | 31 juillet 2014    | 393 000[réf. nécessaire] | 2 %             |
| 2       | Liban      | 7 août 2014        | 488 000[réf. nécessaire] | 2,5 %           |
| 3       | Portugal   | 14 août 2014       | 478 000[réf. nécessaire] | 2,5 %           |
| 4       | Madagascar | 21 août 2014       | 384 000[réf. nécessaire] | 1,9 %           |
| 5       | Islande    | 28 août 2014       | 450 000[réf. nécessaire] | 2 %             |

## Saison 2 (2015)
Cette nouvelle saison, comme la précédente, est composée de 5 épisodes. Le programme est désormais diffusé à 21h30.
| Épisode | Pays               | Première diffusion | Téléspectateurs | Part d'audience |
| ------- | ------------------ | ------------------ | --------------- | --------------- |
| 1       | France, La Réunion | 4 juin 2015        | 540 000         | 2,4 %           |
| 2       | Pérou              | 11 juin 2015       | 454 000         | 2 %             |
| 3       | Suède              | 18 juin 2015       |                 |                 |
| 4       | Afrique du Sud     | 25 juin 2015       |                 |                 |
| 5       | Taïwan             | 2 juillet 2015     |                 |                 |

## Saison 3 (2016)
Pour cette saison, ce sont des chefs étrangers qui sont accueillis dans différentes régions françaises.
| Épisode | Pays                | Première diffusion | Téléspectateurs | Part d'audience |
| ------- | ------------------- | ------------------ | --------------- | --------------- |
| 1       | France, Alsace      | 26 juillet 2016    |                 |                 |
| 2       | France, Lyon        | 2 août 2016        |                 |                 |
| 3       | France, Pays basque | 9 août 2016        |                 |                 |
| 4       | France, Bretagne    | 16 août 2016       |                 |                 |
| 5       | France, Corse       | 23 août 2016       |                 |                 |